# Жан Ґрібомон
Жан Ґрібомон (фр. Jean Gribomont; 17 вересня 1920 — 22 березня 1986, Рим) — бельгійський бенедиктинець, богослов-патролог, дослідник життя і творчості святого Василія Великого та редактор критичного видання Вульгати.

## Життєпис
2 вересня 1939 році склав монашу професію в бенедиктинському абатстві Клерво (Люксембург). Висвячений на священника 9 липня 1944 року. Навчався в Левенському католицькому університеті і отримав там докторський ступінь у 1953 році. Викладав східну патрологію з 1970 року (як доцент з 1972 року) у Папському інституті святого Ансельма в Римі.
Відомий широким спектром публікацій французькою (і дещо латиною), що охоплює походження та історію аскетичних течій та чернецтва у сирійському мовному та східному контексті Малої Азії IV та V століття нашої ери. До них відносяться велика праця та стаття про святого Василія, три енциклопедичні статті про Євстатія Севастійського, дослідження месаліанства, а також пізнішого латинського чернецтва.

## Вибрані праці
- Histoire du texte des Ascétiques de S. Basile, Louvain, 1953.
- Le monasticisme au IVè s., de Gangres au Messalianisme, 1957 (Texte u. Untersuchungen 64).
- Eustathe de Sébaste, Dictionnaire de Spiritualité, 1961; Dictionnaire d' Histoire et Géographie Ecclésiastiques, 1964, Dictionnaire,1990.
- Le dossier des origines du Messalianisme, in Epektasis, Mélanges patristiques offerts au Cardinal Jean Daniélou, Paris, 1972.
- Documents sur l'origine de l'Eglise Maronite, in Paroles d' Orient 1, Kaslik, 1974.
- La catéchèse de Sévère d'Antioche et le Credo, in Paroles d'Orient 6-7, Kaslik, 1975-76.
- Saint Basile, Evangile et Eglise, Abbaye de Bellefontaine, 1984.
- Introductions etc. to Rupert de Deutz, Les Oeuvres du Saint — Esprit, Sources Chrétiennes, Textes Monastiques, 1967, 1970.
- Contributions to J. Fontaine & Ch. Pietri, Le Monde Latin et la Bible, Beauchesne, 1985 and to Biblia sacra iuxta Vulgatam versionem (R. Weber), 1975.
- Le symbole de la foi de Séleucie-Ctésiphon(410) in Fischer, R.H. ed. A tribute to Arthur Vööbus: studies in early Christian literature and environment, primarily in the Syrian East, Chicago, 1977.